# Strast (telenovela)
Strast (šp. Pasión) je meksička telenovela. U Hrvatskoj se emitirala 2008., na 1. programu HRT-a. 

## Sadržaj
U doba kolonijalnog Meksika, selom San Fernando upravlja Don Jorge Mancera y Ruiz. Camila Darién je mlada, lijepa djevojka, kćer Justoa, a sestra Vascoa i Rite. Njezin brat je ljubavnik Jorgeove kćeri Ursule, a sestra joj je zavidna. Camila slavi svoje zaruke sa seoskim kovačem, Santiagom. Proslava je prekinuta zbog ljudi Dona Jorgea, koji odvode Camilu u palaču, dok je Santiago ranjen. U palači Don Jorge želi ispuniti pravo prve noći, te spavati s Camilom prije nego što se ona uda. Jorge je pak prepijan da bi spavao s Camilom i ona mu pobjegne, a sutradan joj reče da je slobodna, ali da nikome ne smije reći za njegovu impotenciju. Dok je bila na rijeci, Camilu otmu gusari, koji ju i siluju. Na brodu upoznaje još jednu zarobljenicu, Jimenu. 
Jimena i Camila završe na otoku La Mariana, gdje ih primi ostarjeli Don Timoteo de Salamanca, koji ima tajnu iz prošlosti - njegov mrtvi brat ima sina gusara Ricarda. U Timoteovoj palači žive i njegova sestra Francisca, te njegova slijepa kćer Lisabeta. Timoteo oženi Camilu, kako bi imao sina; plam mu se izjalovi, jer umre tijekom pokušaja spolnog odnosa, dok Camila postane gospodarica svega njegova blaga. S time se ne slože Francisca i Lisabeta. 
Camila se vrati u svoje selo, zajedno s Himenom i još jednim prijateljem, gdje otkrije da joj se sestra udala za Santiaga. Sestra ju tada još više zamrzi. Camila, sada bogata, kupi kuću u selu i uredi ju, ali joj je potrebna Santiagova pomoć. Rita, Camilina sestra, to počne smatrati znakom da se između njenog muža i sestre nešto događa. 
Za to vrijeme, Ricardo, zajedno sa svojim prijateljem Mariom, koji je također gusar, dolazi u San Fernando sa svojom sestričnom Lisabetom i tetom Franciscom (koja ga se boji, dok je prva zaljubljena u njega) kako bi vratio novac svog oca koji je njegov stric - Timoteo ukrao, a sad je kod Camile. Ricardo i Mario promijene svoj izgled, i sada više nisu neuredni gusari, već plemići. Ricardo počne upotrebljavati prezime Salamanca. Pod njime dolazi kod Dona Jorgea, koji mu postane prijatelj i čak ga poželi oženiti svojom kćeri. Ricardo upozna Camilu i počne ju sudski goniti, kako bi vratio nasljedstvo, znajući da ako Camilin brak nije konzumiran, ona mora izgubiti sav novac. Njegova ljubav prema Camili bila je veća od ambicije, pa on pokuša pobjeći s njome; to bi mu i uspjelo, ali je ranjen i odvežen daleko. Camila, trudna s Ricardom, bježi u susjedno selo, kako bi ondje rodila dijete, te tako neće svoju obitelj izložiti sramoti. 
Otkrije se da je Santiago zapravo sin Dona Jorgea, te tako plemić; Jorge je naime, silovao Santiagovu majku, koja se nije opirala. Tako Santiago i Rita sa svojom malenom kćeri Anom dolaze u palaču; pobožni Santiago tada mijenja svoju ćud i postaje sličan ocu. Ursula jednog dana povede Ritu na jahanje, i dok su bile na konjima, Don Alberto, plemić i prijatelj Dona Jorgea, prouzroči nesreću u kojoj Rita umre. Alberto je naime, naumio oženiti svoju kćer Manuelu za Santiaga. 
Lisabeta je otela sina svog bratića i Camile, Pedrita, ali ju je Ricardo pronašao i vratio sina, ostavivši Lisabetu da umre. Teta Francisca ju ode tražiti, ali je vjerojatno i ona poginula.
Ricardo prestane biti gusar i oženi Camilu. Santiago se odrekne svega svjetovnog i postane svećenik. Telenovela završava s Ricardom i Camilom, koji zajedno s Pedritom, Santiagovom kćeri Anom i svojim posvojenim sinom zaplove brodom. 

## Uloge
- Susana González - Camila Darién de Salamanca - glavni lik - Justova kćer; Ritina i Vascova sestra; prvo Santiagova zaručnica, potom udovica Don Timotea, a na kraju Ricardova žena
- Fernando Colunga - Rícardo de Salamanca y Almonte/Ricardo Lopéz de Carvajal - Camilin muž; gusar
- Daniela Castro - Lisabeta de Salamanca † - Ricardova sestrična
- Sebastián Rulli - Santiago Márquez - seoski kovač, Ritin muž (udovac); na kraju se zaređuje
- Juan Ferrara - Don Jorge Mancera y Rúiz † - vladar sela; Sofijin muž; Ursulin i Santiagov otac
- Rocio Banquells - Ofelia Marquez - Santiagova i Inesina majka
- Gabriela Rivero - Fortunata - Ursulina sestrična
- Jose Elias Moreno - Alberto Lafont † - Manuelin otac
- Raymundo Capetillo - Justo Darién - Camilin, Ritin i Vascov otac
- Maty Huitron - Doña Francisca - Ricardova teta
- Mariana Karr - Sofía de Mancera - Jorgeova žena
- Kika Edgar - Inés - Ofelijina kćer; Santiagova sestra
- Alberto Estrella - Marío de Valencia/Marío Fuentes - Ricardov prijatelj; Jimenin zaručnik
- Maya Mishalska - Úrsula Mancera y Mendosa - kćer Don Jorgea i Sofie; Vascova ljubavnica
- Maité Embil - Rita Daríen † - Camilina i Vascova sestra, Santiagova žena
- Marcelo Cordóba - Ascanio - sluga Don Timotea, a zatim i Camile; Camilin i Jimenin prijatelj; Manuelin dragi
- Marisol del Olmo - Jimena - Camilina prijateljica, Marijeva zaručnica
- Anaís - Manuela Lafont - Albertova kćer; Ascanijeva draga
- William Levy - Vasco Darién - Camilin brat, Ursulin ljubavnik, Inesin muž
- Carlos López Estrada - Claudio
- Eric de Castillo - Don Gaspar de Valdez
- Alejandro Felipe - Paco
- Toño Infante - Don Gonzalo
- Hugo Macías Macotela - Don Marcelino Telles
- Maya Ricote Rivero - Tita
- Germán Robles - Don Timoteo de Salamanca † - Lisabetin otac, Ricardov stric i prvi Camilin muž
- Lusi José Santander - John Foreman "El Englez"/John Lancaster
- Arturo Vásquez - Pablo
- Isela Vega - María Julia "La Paisana"
- Alejandro Ávila - Juancho